# Primer 55
Primer 55 er et nu metal band fra  Louisville, Kentucky i USA. Navnet stammer fra en kombination af Primer, som betyder "noget, der er ufærdigt," og 55, som henviser til Interstate 55, er slang for narkotika, fordi Interstate 55 er den vej, narkotika bliver transporteret af til Chicago gennem Memphis".

## Dannelse
Gruppen blev dannet i 1997 af guitaristen Bobby Burns og sangeren J-Sin, som mødtes da J-Sin's tidligere gruppe spillede til opvarmning for Burns' tidligere gruppe. Burns' heavy metal-påvirkninger og J-Sin's hip hop-påvirkninger smeltede sammen og skabte bandets rap rock-lyd. Bassisten Mike "Jr." Christopher og trommeslageren Josh McLane kom til efterfølgende for at færdiggøre besætningen.

## Medlemmer
- Jason "J-Sin" Luttrell — sang (1997-2007 & 2010-nu)
- Bobby Burns – guitar (1997–nu)
- Mattytime – bas (2011–nu)
- Heath Shaw – trommer (2011–nu)